# Huey Lewis and the News
Huey Lewis and the News (чит. Хьюи Льюис энд зе Ньюз) — американская рок-группа, чью музыку относят к направлениям рок, blue-eyed soul и блюз-рок. Образована в 1979 году. Их мировой хит № 1 «The Power of Love» стал главным треком популярного фильма «Назад в будущее» и был номинирован на премию «Оскар» в категории «Лучшая песня для фильма».

## История группы
В 1972 году певец и исполнитель на губной гармонике Хьюи Льюис и клавишник Шон Хоппер объединились в Сан-Франциско в джаз-фанковую группу Clover. Эта группа записала несколько альбомов в 1970-х годах и в середине десятилетия перебралась в Великобританию, где стала частью английской рок-сцены. Без участия Льюиса (но с Хоппером) группа участвовала в записи первого альбома Элвиса Костелло «My Aim Is True». Льюис также работал с ирландской рок-группой Thin Lizzy, его губная гармошка слышна в песне «Baby Drives Me Crazy» записанной для  концертного альбома «Live And Dangerous». Вокалист и басист группы Фил Лайнотт произносит имя Льюиса во время исполнения песни.
В 1978 году, после получения контракта с лейблом Phonogram Records на запись сингла, Huey Lewis пригласил своих друзей из двух групп в новую группу Huey Lewis & The American Express. Из группы Soundhole пришли ударник Билл Гибсон, саксофонист и гитарист Джонни Колла и басист Марио Чиполлина (младший брат Джона Чиполлины).

### Оригинальный состав
- Хьюи Льюис — (имя при рождении Hugh Anthony Cregg, III, род. 5 июля 1950, Нью-Йорк)

вокал, губная гармоника (1979- по настоящее время)
- Шон Хоппер — (Sean Thomas Hopper, род. 31 марта 1953, Сан-Франциско, Калифорния)

клавишные, бэк-вокал (1979- по настоящее время)
- Билл Гибсон — (William Scott Gibson, род. 13 ноября 1951, Сакраменто, Калифорния)

ударные, перкуссия, бэк-вокал (1979- по настоящее время)
- Джонни Колла (англ. Johnny Colla) — (John Victor Colla, род. 2 июля 1952, Сакраменто, Калифорния)

гитара, саксофон, бэк-вокал (1979- по настоящее время)
- Марио Чиполлина — (Mario Cipollina, род. 10 ноября 1954, Сан-Рафаэль, Калифорния)

бас-гитара (1979—1995)
- Крис Хейз — (born Christopher John Hayes, род. 24 ноября 1957, Грейт-Лейкс, Иллинойс)

гитара, бэк-вокал (1980—2001)

## Награды и номинации
- В 1986 году группа выиграла две премии Грэмми:
  - Грэмми за лучший крупнометражный музыкальный фильм — The Heart of Rock 'n' Roll.[1]
  - Грэмми за лучшее исполнение поп-композиции дуэтом или группой с участием певцов — «We Are the World» — USA for Africa (в котором Huey Lewis and the News были участниками).[1]
- Две песни, «The Heart of Rock & Roll» и «The Power of Love», были номинированы на Грэмми в категории Запись года, в 1985 и 1986 годах, соответственно.[1]
- Песня «The Power of Love» (из фильма «Назад в будущее»), была в 1986 году номинирована на Оскар в категории «Лучшая песня для фильма».[1]
- В 1986 году группа получила премию BRIT Awards в категории «Лучшая международная группа».

## Дискография
В мире продано более 30 миллионов дисков группы. Три альбома (Sports, Fore!, Small World) достигли платинового статуса, а лучший из них (Sports) стал 7 раз платиновым. Группа выпустила 38 синглов, из которых 12 вошли в Top-10, а три сингла стали № 1 в США в Billboard Hot 100: «The Power of Love» (1985), «Stuck with You» (1986) и «Jacob’s Ladder» (1987).

### Студийные альбомы
| 1980                            | Huey Lewis and the News - Первый студийный альбом - Дата выхода: 25.06.1980 - Label: Chrysalis Records        | —   | —  | —  | —  | —  | —  | —  | —  | —  | —  |                                                        |
| 1982                            | Picture This - Второй студийный альбом - Дата выхода: 29.01.1982 - Label: Chrysalis Records                   | 13  | —  | —  | —  | —  | —  | —  | —  | —  | —  | - US: Gold                                             |
| 1983                            | Sports - Третий студийный альбом - Дата выхода: 15.09.1983 - Label: Chrysalis Records                         | 1   | —  | —  | —  | 3  | 6  | 19 | 40 | —  | 23 | - CAN: Diamond - UK: Gold - US: 7× Platinum            |
| 1986                            | Fore! - Четвёртый студийный альбом - Дата выхода: 20.09.1986 - Label: Chrysalis Records                       | 1   | —  | —  | —  | 1  | 6  | 1  | 7  | 4  | 8  | - CAN: 3× Platinum - UK: 2× Platinum - US: 3× Platinum |
| 1988                            | Small World - Пятый студийный альбом - Дата выхода: июнь 1988 - Label: Chrysalis Records                      | 11  | —  | —  | 21 | 7  | 12 | 28 | 14 | 10 | 12 | - UK: Silver - US: Platinum                            |
| 1991                            | Hard at Play - Шестой студийный альбом - Дата выхода: январь 1991 - Label: EMI America Records                | 27  | —  | —  | —  | 20 | —  | 26 | 25 | 9  | 39 | - CAN: Gold - US: Gold                                 |
| 1994                            | Four Chords & Several Years Ago - Седьмой студийный альбом - Дата выхода: 01.11.1994 - Label: Elektra Records | 55  | —  | —  | —  | —  | —  | —  | —  | 21 | —  |                                                        |
| 2001                            | Plan B - Восьмой студийный альбом - Дата выхода: 01.01.2001 - Label: Silvertone Records                       | 165 | 19 | —  | —  | 22 | 22 | —  | —  | —  | —  |                                                        |
| 2010                            | Soulsville - Девятый студийный альбом - Дата выхода: 18.10.2010 - Label: W.O.W. Records                       | 121 | 15 | 18 | —  | —  | —  | —  | —  | —  | —  |                                                        |
| «—» означает отсутствие в чарте | |     |    |    |    |    |    |    |    |    |    |                                                        |